# Баннис, Науфал
Науфал Баннис (нидерл. Naoufal Bannis; родился 11 марта 2002 года, Гаага, Нидерланды) — нидерландский футболист, нападающий катарского клуба «Аль-Мархия».

## Клубная карьера
Баннис — воспитанник клуба «Хагландия», АДО Ден Хааг и «Фейеноорд». 4 августа 2019 года в матче против роттердамской «Спарты» он дебютировал в Эредивизи, в составе последнего.
В январе 2021 года перешёл на правах аренды в «Дордрехт».
В январе 2022 года был арендован до конца сезона клубом НАК Бреда. В июне 2022 года был арендован в «Эйндховен».
18 июля 2023 года перешёл в катарский «Аль-Мархия», подписав с клубом пятилетний контракт.

## Международная карьера
В 2019 году в составе юношеской сборной Нидерландов Баннис выиграл юношеский чемпионат Европы в Ирландии. На турнире он сыграл в матчах против команд Бельгии, Испании, Италии, Швеции, Англии и Франции. В поединках против итальянцев и англичан Науфал забил по голу.

## Достижения
Нидерланды (до 17)
- Юношеский чемпионат Европы — 2019